# Piotr Kamler
Ne doit pas être confondu avec Hans Kammler.
Piotr Kamler né en 1936 à Varsovie est un réalisateur et scénariste de cinéma d'animation polonais et français.

## Biographie
Piotr Kamler, diplômé de l’Académie des beaux-arts de Varsovie, continue, grâce à une bourse, ses études aux Beaux-Arts de Paris en 1959. 
Grâce au Service de la recherche de la RTF — puis de l'ORTF — dirigé par Pierre Schaeffer, il collabore avec des compositeurs de musique concrète comme Bernard Parmegiani, Iannis Xenakis, François Bayle, Ivo Malec et il réalise plusieurs courts métrages de recherche. 
Depuis, Piotr Kamler vit alternativement à Paris et à Varsovie, mais il réalise ses films en France. 
Dès sa fondation, en 1960, le Service de la recherche de la RTF, dirigé et animé par Pierre Schaeffer, avait pour objet d'apporter son soutien aux auteurs désireux de s'associer à l'étude des rapports du son et de l'image. Cette recherche fondamentale est régie par une démarche expérimentale qui s'affirme, à partir de 1962, par étapes successives : Studio d'essai, Groupe de musique concrète et Centre d'études sur la radio-télévision. 
Entre la recherche fondamentale et la production professionnelle, leur dénominateur commun est la création artistique. Déjà, l'interdépendance des arts traditionnels et des nouvelles techniques de communication attire, rapidement, de nombreux peintres et graphistes. Certains s'improviseront cinéastes afin de s'initier aux trucages, optiques ou électroniques, du film d'animation. Peu à peu, s'élaborent ainsi des œuvres originales, prototypes d'un nouveau langage.
« Le vrai chercheur, par définition, ne se recrute pas », disait Pierre Schaeffer, « il arrive ». Piotr Kamler fut de ceux-là.
Piotr Kamler réalise ses films de manière artisanale. Fabriquée de ses propres mains, sa table d'animation est un chevalet sur lequel il élabore lentement, par approches successives, un objet qu'il voudrait parfait. De la conception à la finition — dessin, prises de vues, montage — c'est le travail d'un solitaire. 
Piotr Kamler s’enferme dans le monde de l’imaginaire, ou plutôt comme il aime le répéter, un monde réel, dont il ne fait que visualiser l’existence. Un monde fantastique, peuplé de personnages et de situations bizarres, un monde baroque fait de matières, de couleurs et d’ombres profondes ; monde électrique, complexe et, souvent, contradictoire, qui, d’une implacable logique interne, nous rappelle étrangement le nôtre. Ses fables, comme L’Araignéléphant, Délicieuse catastrophe ou Cœur de secours, s'efforcent de démontrer que rien n’est perdu, que l’improbable peut être possible…
Donner une réalité plastique à ces histoires insolites, c'est ce qui préoccupe, avant tout, Piotr Kamler : la recherche de procédés et de matériaux, la qualité visuelle du spectacle. Couleurs intenses et lumières mouvantes font ressortir la présence des personnages et des décors. 
Raphaël Bassan écrit au sujet de Chronopolis (version long métrage, 1982), dans la revue d'arts plastiques Canal : « La genèse de ces volumes est présidée par tout un jeu complexe de machines célibataires qui signalent l'habileté de l'animateur Piotr Kamler. Pour donner une approche fantastique du film, il nous est dit qu'un événement important doit naître de la rencontre d'un instant privilégié et d'un humain. Cet instant arrive et entraîne, dans un délire graphique inouï, l'auto-destruction de la cité. »
La musique constitue pour Piotr Kamler un domaine avec lequel il accepte d’établir les bases permanentes d'une collaboration artistique. La musique expérimentale, la recherche de nouvelles sonorités, lui révèlent une démarche empirique proche de la sienne.

### Distinctions
Outre les prix obtenus dans des divers festivals internationaux (Annecy, New York, Mamaia, Cracovie, Rimini, Grenoble, Melbourne, Marly-le-Roi,), Piotr Kamler a été nommé chevalier de l’ordre des Arts et Lettres en 1975.
Un hommage pour l'ensemble de son œuvre lui est rendu au festival du film de Cracovie en mai 2011, où il reçoit le Dragon des dragons.

## Filmographie
Note : hormis Chronopolis, les films cités sont des courts métrages.
- 1959 : Miasto / La Ville.
- 1959 : Continu Discontinu, musique de Luc Ferrari et Iannis Xenakis.
- 1960 : Bajka / Conte.
- 1961 : Lignes et points / Linie i punkty, musique : François Bayle.
- 1961 : Composition, musique : Philippe Carson[7].
- 1961 : Danse, musique de Bernard Parmegiani.
- 1962 : Reflets / Odbicia, musique d'Ivo Malec.
- 1963 : Meurtre / Morderstwo.
- 1963 : Hiver / Zima.
- 1964 : Galaxie, musique de François Bayle.
- 1965 : Tournoi, avec André Voisin, récitant : Pierre Vaneck.
- 1966 : La Planète verte / Zielona planeta, musique de Ivo Malec, commentaires de Jacques Sternberg.
- 1967 : Le Départ / Odjazd.
- 1968 : L'Araignélefant / Słonioga, musique : Bernard Parmegiani, texte : Jacques Rouxel, prix Émile-Cohl 1968.
- 1968 : Le Trou / Dziura, musique : Robert Cohen-Solal.
- 1969 : Le Labyrinthe / Labirynt, musique : Bernard Parmegiani.
- 1970 : Délicieuse catastrophe / Słodka katastrofa, musique : Robert Cohen-Solal.
- 1973 : Cœur de secours / Zapasowe serce, musique : Francois Bayle.
- 1975 : Le Pas / Krok, musique : Bernard Parmegiani, grand prix du festival d'Annecy 1975.
- 1977-1982 : Chronopolis[8], scénariste : Gabrielle Althen, musique : Luc Ferrari, récitant : Michael Lonsdale (présenté au festival de Cannes en 1982).
- 1988 : Chronopolis, version moyen métrage.
- 1993 : Une Mission éphémère / One Ephemeral Mission / Ulotna Misja, musique : Bernard Parmegiani.

### DVD
- 2007 : DVD Piotr Kamler, à la recherche du temps[9].